# Flottweg
Die Flottweg SE mit Hauptsitz in Vilsbiburg, Bayern zählt zu den weltweit führenden Lösungsanbietern in der mechanischen Trenntechnik fester und flüssiger Phasen. Die Zentrifugen, Separatoren, Bandpressen und Anlagen übernehmen in vielen Industriebereichen das Klären von Flüssigkeiten, Trennen von Flüssigkeitsgemischen sowie das Eindicken und Entwässern.

## Firmengeschichte

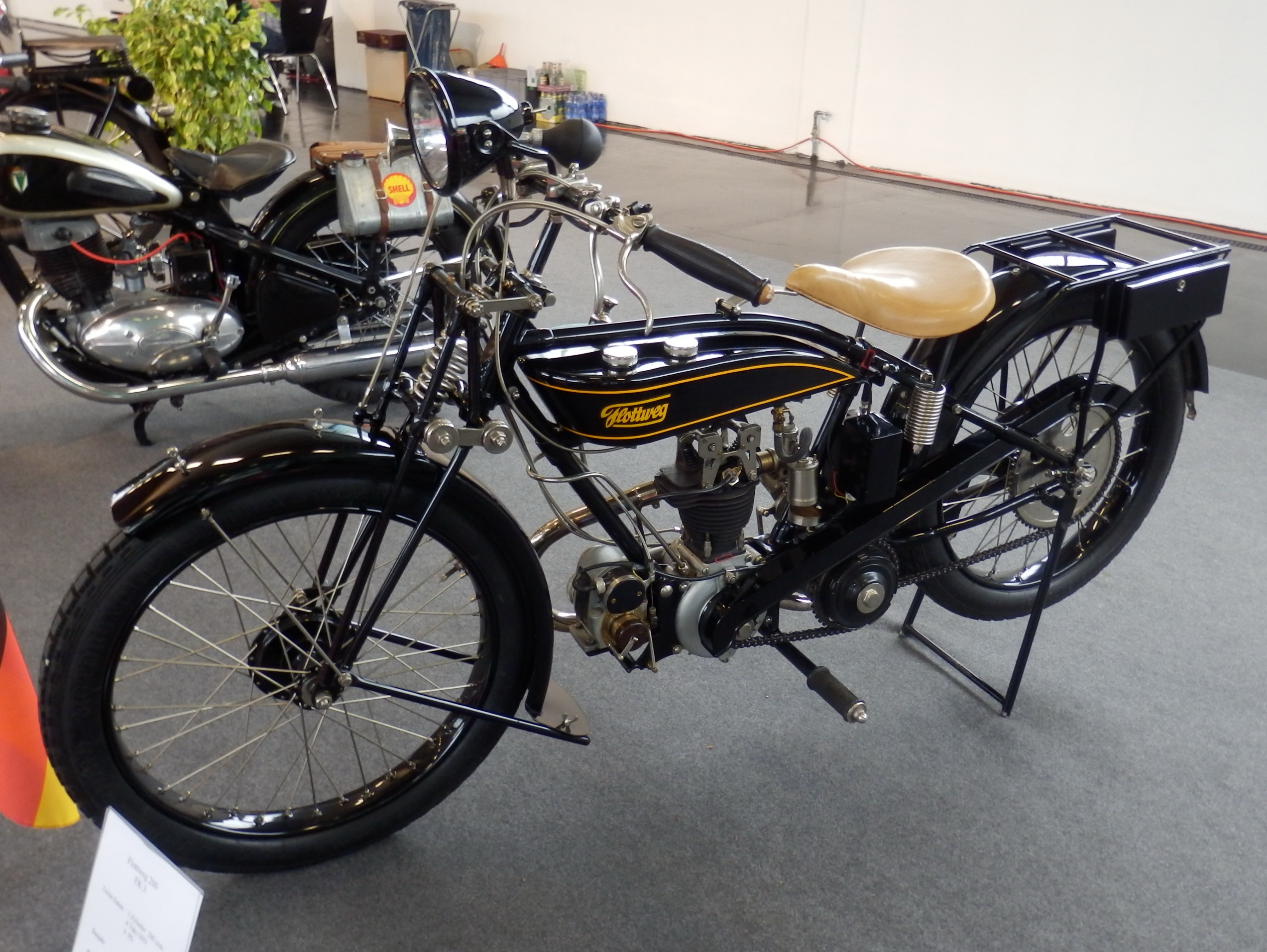
Flottweg Motorrad von 1924

Gustav Otto und Josef Schrittisser gründeten im Februar 1916 die Otto-Werke in München und entwickelten Anfang der zwanziger Jahre unter dem Namen Flottweg ein Fahrrad mit Hilfsmotor, ab 1923 wurden auch Motorräder hergestellt und ebenfalls unter dem Namen Flottweg vertrieben.
Ende 1932 erwarb Dr. med. Georg Bruckmayer die Otto-Werke inklusive der Rechte an dem geschützten Namen Flottweg und gründete die „Flottweg-Motoren-Werke“, in denen Motorräder, Holzgasgeneratoren und später auch Flugmotorenkomponenten gefertigt und vertrieben wurden. Anfang der 1940er Jahre gab Bruckmayer die Motorradproduktion auf und veräußerte den Standort in München an BMW, das Unternehmen Flottweg zog nach Vilsbiburg.
Nach 1945 konzentrierte sich das Unternehmen auf die Herstellung von Zubehör für die Druckindustrie und Spezialpressen. 1956 stellte Flottweg seine erste Dekanterzentrifuge her, 1974 folgte die erste Drei-Phasen-Zentrifuge, der sogenannte Tricanter. 1983 wurde eine neue Generation von Bandpressen für die Fruchtsaftindustrie entwickelt und 1998 startete Flottweg mit dem Bau von Separatoren. Weitere Innovationen waren Sedicanter, Sorticanter, Simp Drive und die Umweltzentrifugen der C-Serie. 
Die Firma entwickelt und fertigt ausschließlich am Standort Deutschland.
Mit 11 Vertriebs- und Serviceniederlassungen und zusätzlichen Vertretungen in vielen Ländern der Welt erreichte die Flottweg-Gruppe 2022 eine Exportquote von über 80 Prozent und einen Jahresumsatz von etwa 282 Millionen Euro.
Im Juni 2021 nahm Flottweg seinen zweiten Produktionsstandort in Vilsbiburg in Betrieb.  Rund 55 Millionen Euro wurden in den Bau des Werks 2 investiert.

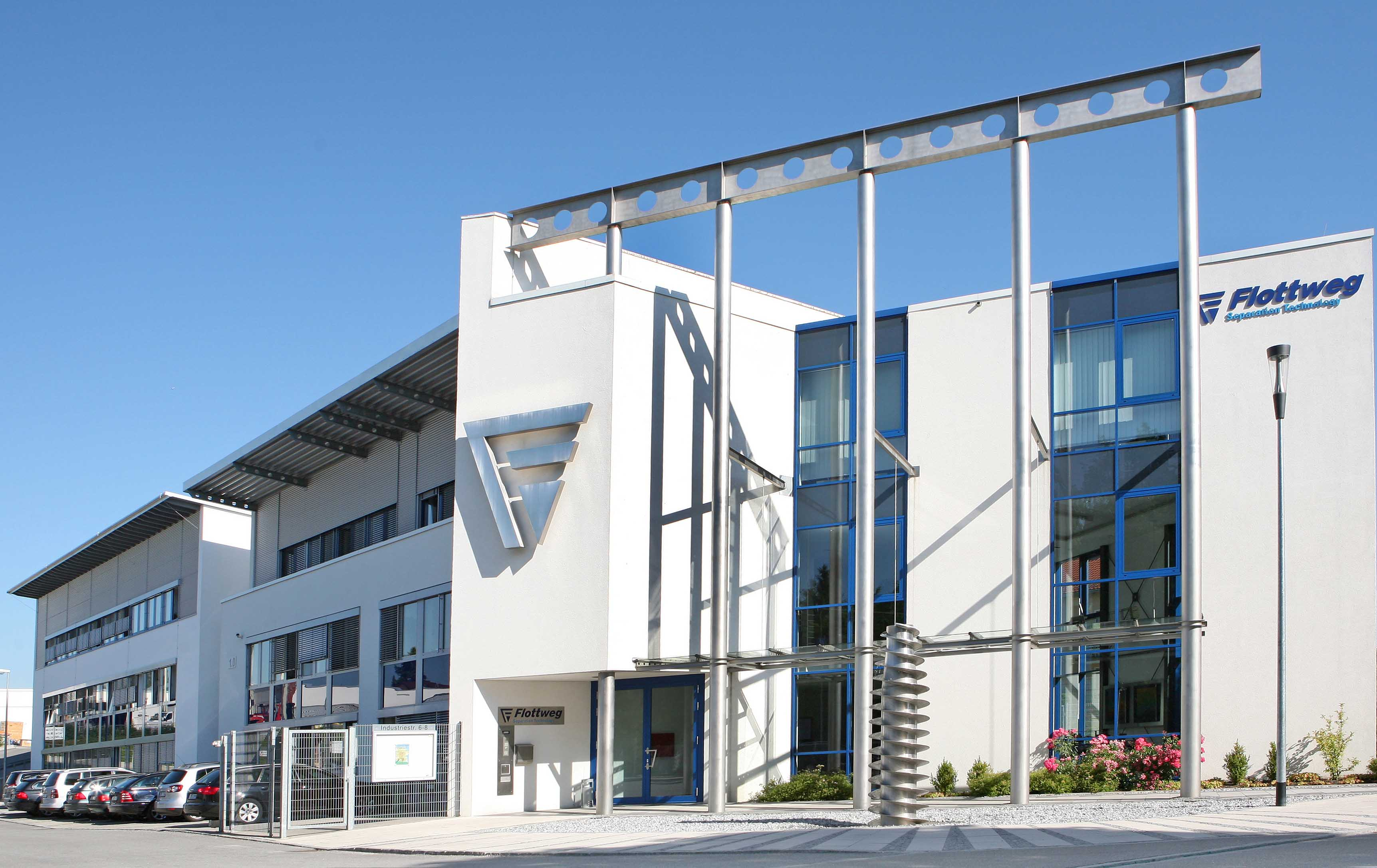
Hauptsitz der Flottweg SE in Vilsbiburg, Deutschland

### Entwicklung
- 1932 Unternehmensgründung in München
- 1943 Umzug nach Vilsbiburg (60 km nordöstlich von München)
- 1946 Herstellung von Spezialzubehör für die Druckindustrie (bis 1984)
- 1956 Erster Verkauf einer Vollmantel-Schneckenzentrifuge (Dekanter) Z1 an BASF
- 1964 Entwicklung des ersten Hochgeschwindigkeits-Dekanters
- 1966 Entwicklung und Einsatz der verstellbaren Schälscheibe in einem Dekanter (Gebrauchsmuster)
- 1971 Erster 3-Phasen-Dekantertest für Olivenöl in Spanien
- 1972 Lizenzvergabe für Dekantierzentrifugen nach Japan
- 1976 Fertigung der neu entwickelten Bandpresse
- 1978 Lizenzvergabe für Bandpressen nach Australien
- 1983 Entwicklung einer neuen Generation von Bandpressen für die Fruchtsaftindustrie
- 1984 Übernahme von Flottweg durch Bird Machine, Inc., USA
- 1988 Krauss-Maffei wird mit 90 % der Hauptgesellschafter von Flottweg
- 1989 Übernahme der Krauss-Maffei Produktreihe „Dekantier-Zentrifugen“ durch Flottweg (Lizenzvereinbarung). Flottweg eröffnet Vertriebs-/Servicebüros in Frankreich und Russland.
- 1990 Flottweg eröffnet Vertriebs-/Servicebüros in USA, England und der Volksrepublik China.
- 1991 Vorstellung des neuentwickelten Hochleistungs-Dekanters Z92-4, hauptsächlich für den Umweltbereich. Eröffnung eines Verkauf- und Servicecenters in Düsseldorf.
- 1992 Vorstellung und Vertrieb des ersten Front-End-Systems, eines innovativen Verfahrens mit einem Flottweg Tricanter für die Weizenstärkeindustrie. (Bessere Produkt-Ökologie und bessere Ökonomie)
- 1993 Erfolgreicher Test des neuentwickelten Sedicanter, einer Dekantierzentrifuge für schwer sedimentierbare Produkte. Eröffnung eines Vertriebs-/Servicecenters in Leipzig
- 1994 Erstmalige Zertifizierung ISO 9001 durch Lloyd’s Register Quality Assurance
- 1995 Erfolgreicher Test des neu entwickelten Sorticanter, einer Dreiphasenzentrifuge zum Trennen von zwei Feststoffen und einer Flüssigkeit, z. B. Recycling von Kunststoffen (gelber Sack)
- 1997 Nach Testvergleich mit 5 Wettbewerbern erhält Flottweg einen Auftrag über 17 Mio. DM zur Ausrüstung der Kläranlage Hamburg
- 1998 Übernahme der Veronesi Spa Bologna (Herstellung von Separatoren). Entwicklung und Herstellung des Umlaufgetriebes „Simp-Drive“ zur Realisierung eines variablen und energiesparenden Antriebs
- 1999 Gründung einer Niederlassung in Shanghai, Bau von Büros und einer Werkstatt
- 2002 Die Eigentumsverhältnisse bei Flottweg haben sich geändert: 60 % hält das Flottweg Management und 40 % die Invest AG, eine Tochter der Oberösterreichischen Raiffeisen-Landesbank.
- 2004 Flottweg übernimmt von Veronesi die Entwicklung und Produktion von Separatoren (Tellerzentrifugen). Veronesi wird Vertriebs- und Service-Zentrum für Flottweg in Italien
- 2005 Flottweg baut seine Produktionsstätten weiter aus. Im Dezember wird der 1. Abschnitt zur Erweiterung der Montagehalle abgeschlossen.
- 2006 Das Flottweg Management hält nun alle Anteile an der Flottweg GmbH & Co.KGaA. In Vilsbibung wird ein neues Bürogebäude für Empfang und Vertrieb errichtet.
- 2007 Der 2. Abschnitt zur Erweiterung der Montagehalle ist abgeschlossen. Flottweg ist nun eine nicht börsennotierte Aktiengesellschaft und firmiert ab jetzt unter dem Namen Flottweg AG.
- 2008 Am 1. Januar 2008 nimmt die Tochtergesellschaft Flottweg Separation Technology Inc. in Kentucky die Geschäftstätigkeit auf. Zusammen mit Vertretern der örtlichen Behörden sowie dem Aufsichtsrat und den Mitarbeitern des Unternehmens fand am 18. Januar die offizielle Eröffnungsfeier statt. Flottweg Separation Technology Inc. wurde bereits 2007 gegründet, die Büros und die Werkstatt wurden Ende 2007 fertiggestellt. Die neue Firma ist für den Vertrieb und den Service für Flottweg Produkte in Nordamerika zuständig.
- 2009 Mit etwa 500 Mitarbeitern und einem Jahresumsatz von über 116 Mio. Euro, von dem 85 % im Ausland erwirtschaftet wurde, entwickelt und produziert Flottweg ihre Hochleistungszentrifugen ausschließlich in Deutschland.
- 2012 Das Unternehmen firmiert seit März 2012 unter dem Namen Flottweg SE und betont damit die internationale Ausrichtung.[2]
- 2014 Die Inhaber der Flottweg SE übertragen ihre Firmenanteile an die gemeinnützige Bruckmayer Stiftung, die PIA-Stiftung und die Flottweg-Stiftung, die am 17. Mai 2014 eingerichtet wurden. Durch diesen Schritt soll generationsübergreifend das Fortbestehen des Unternehmens und der Erhalt der Arbeitsplätze am Standort Vilsbiburg gesichert sein. Eine Zersplitterung von Flottweg durch Übernahme oder Teilverkäufe ist damit nicht mehr möglich.[3]
- 2021 Am Standort Vilsbiburg geht das Werk 2 in Betrieb.

Werk 2 der Flottweg SE

## Produkte
Die Maschinen und Anlagen von Flottweg sind ganz auf die mechanische Fest-Flüssig-Trennung ausgerichtet.

### Dekanter
Die Flottweg Dekanterzentrifuge ist die wohl variantenreichste Vollmantel-Schneckenzentrifuge der mechanischen Trenntechnik. Je nach Anforderung kann der Dekanter zur Klärung von Flüssigkeiten, Entwässern und Eindicken von Schlämmen oder zum Klassieren von Feststoffen in einer Suspension nach Korngrößen genutzt werden.
Typische Einsatzgebiete:
- Entwässerung und Eindickung von Schlämmen aus kommunalen und industriellen Abwässern
- Gewinnung und Verarbeitung von tierischen und pflanzlichen Rohstoffen (Speiseöle/-fette, Stärke, Proteine)
- Getränke (Wein, Bier, Frucht- bzw. Gemüsesäfte)
- Entwässerung von Schlämmen aus Bergbau und Aufbereitungsindustrie
- Erneuerbare Energien wie Biodiesel und Bioethanol

### Sedicanter
Für besonders weiches Sediment hat Flottweg den Sedicanter entwickelt. Dabei kombiniert er die Vorteile von Dekanter und Separator. Dies führt zu einem optimal geklärten Zentrart bei gleichzeitig großer Feststoffmenge im Zulauf und trockenem Feststoffaustrag.
Typische Einsatzgebiete:
- Abscheidung von Biomasse (Hefezellen, Bakterien etc.) aus Fermentationsbrühen
- Gewinnung und Verarbeitung von pflanzlichen Proteinen, z. B. aus Soja
- Bierrückgewinnung aus Überschusshefe

### Tricanter
Für die Trennung von 3-Phasen-Gemischen hat Flottweg den Tricanter entwickelt. Diese Sonderform der Dekanterzentrifuge ist speziell auf die gleichzeitige Trennung zweier Flüssigphasen von einer Feststoffphase ausgelegt. Aufgrund der unterschiedlichen Dichten der Flüssigkeiten und des Feststoffs können die drei Phasen gleichzeitig abgefördert werden.
Typische Einsatzgebiete:
- Aufbereitung von ölhaltigen Schlämmen aus Raffinerien, Ölteichen etc.
- Gewinnung von tierischen/pflanzlichen Fetten und Ölen
- Stärkeherstellung zur Trennung von Weizenstärke und Gluten

### Sorticanter
Der Sorticanter wurde von Flottweg eigens für das Recycling und die Aufbereitung von Kunststoffen konstruiert. Dabei spielt die Sortenreinheit der Kunststoffe eine entscheidende Rolle. Mit Hilfe der Zentrifugalkraft kann der Sorticanter verschiedene Kunststoffarten voneinander trennen.
Typische Einsatzgebiete:
- Recycling von Kunststoffen
- Trennen von Gemischen mit einer schwimmenden und einer sedimentierenden Feststoffphase aus einer Flüssigkeit, deren Dichte zwischen den Dichten der beiden Feststoff-Phasen liegt.

### Separatoren
Neben der Dekanterzentrifuge zählt auch der Separator zum Produktportfolio von Flottweg. Im Vergleich zu einem Dekanter arbeitet der Separator mit einer höheren Drehzahl und kann somit feinste Feststoffpartikel aus einer Flüssigkeit abscheiden. Kennzeichen für Flottweg Separatoren ist unter anderem die automatische Teil- bzw. Vollentleerung des Feststoffes. Eingesetzt werden sie zum Beispiel bei der Klärung von Bier, Kaffee oder Wein, bei der Herstellung von Sojamilch oder für die Verarbeitung von Fischnebenprodukten.
Typische Einsatzgebiete:
- Getränkeindustrie
- Nahrungsmittel
- Chemie, Pharmazie
- Tierische/pflanzliche Fette und Öle
- Mineralöl und Mineralöl-Produkte etc.

### Düsenseparator
Die neueste Innovation von Flottweg ist der Düsenseparator, welcher zum Konzentrieren von Flüssigkeiten dient.

### Bandpressen
Sowohl der Dekanter als auch der Separator trennen Fest-Flüssig-Gemische mit Hilfe der Sedimentation. Im Gegensatz dazu arbeitet die Flottweg Bandpresse nach dem Prinzip der Filtration. Durch die konsequente Verwendung von Edelstahl kommt die Bandpresse insbesondere bei trenntechnischen Vorgängen in der Lebensmittelindustrie, wie Saft-Herstellung, zum Einsatz.
Typische Einsatzgebiete:
- Gewinnung von Frucht- und Gemüsesäften
- Biertreber-Entwässerung
- Algen- und Kräuterextrakt
- Kaffeegrund